# Richard Lindström (skådespelare)
Richard Gustaf Lindström, född 31 januari 1882 i Norrköping, död 27 september 1940 i Stockholm, var en svensk skådespelare och manusförfattare.
Lindström filmdebuterade 1919 i Victor Sjöströms Ingmarssönerna och kom att medverka i drygt 45 filmer, flera av dessa reklamfilmer. Han skrev också manus till filmen Kärlek och dynamit, som numera är försvunnen.

## Filmografi
Manus
- 1933 – Kärlek och dynamit

Roller
- 1919 – Ingmarssönerna
- 1923 – Hårda viljor
- 1925 – Ingmarsarvet
- 1927 – Spökbaronen
- 1931 – Falska miljonären
- 1931 – Röda dagen
- 1931 – Trötte Teodor
- 1931 – En natt
- 1931 – Skepparkärlek
- 1931 – Brokiga Blad
- 1931 – En kärleksnatt vid Öresund
- 1932 – När Berg och Fält bytte yrken
- 1932 – Vi som går köksvägen
- 1932 – Lyckans gullgossar
- 1932 – Landskamp
- 1933 – Pettersson & Bendel
- 1933 – En melodi om våren
- 1933 – Giftasvuxna döttrar
- 1933 – Bomans pojke
- 1933 – Tvätta rätt – tvätta lätt
- 1934 – Fasters millioner
- 1934 – Simon i Backabo
- 1934 – Marodörer
- 1935 – Smålänningar
- 1935 – Valborgsmässoafton
- 1936 – Johan Ulfstjerna
- 1936 – Skeppsbrutne Max
- 1936 – Bombi Bitt och jag
- 1936 – 33.333
- 1936 – Släkten är värst
- 1936 – På Solsidan
- 1936 – Kungen kommer
- 1936 – Landet för folket
- 1937 – John Ericsson – segraren vid Hampton Roads
- 1937 – En flicka kommer till sta'n
- 1938 – Snickar Folking tar semester
- 1938 – Goda vänner och trogna grannar
- 1938 – Dollar
- 1938 – Vi som går scenvägen
- 1939 – Efterlyst
- 1939 – Den modärna Eva
- 1939 – Mot nya tider
- 1939 – Känn ditt ansvar
- 1939 – Panik
- 1940 – Stål
- 1940 – Karl för sin hatt

## Teater

### Roller (ej komplett)
| År   | Roll                           | Produktion                                                        | Regi            | Teater                  |
| ---- | ------------------------------ | ----------------------------------------------------------------- | --------------- | ----------------------- |
| 1928 | Carrington                     | Spindeln Fulton Oursler och Lowell Brentano                       |                 | Södra Teatern           |
| 1930 | Jacob Iseus                    | Krasch Erik Lindorm                                               | Sigurd Wallén   | Folkteatern             |
| 1931 | Sten Hoff, kallad farbror Sten | 33.333 Algot Sandberg                                             | Sigurd Wallén   | Folkteatern             |
| 1932 | Tom Hunter, detektiv           | Tjuvar och hedersmän Winchell Smith                               | Oscar Lund      | Folkteatern             |
| 1932 | Möller, betjänt                | Onsdagsflickan Paul Sarauw                                        | Albert Ranft    | Folkteatern             |
| 1932 | Robert Parker                  | Boxare James Gleason och Richard Taber                            | Oscar Lund      | Folkteatern             |
| 1932 | Hellmut Schwartz               | Pengar på banken Beda och Klemens                                 | Erik Berglund   | Folkteatern             |
| 1934 |                                | Hamlet William Shakespeare                                        | Per Lindberg    | Vasateatern             |
| 1936 | Lord Cyril Aldingham           | Idyll 1936 Harold Marsh Harwood                                   | Pauline Brunius | Blancheteatern          |
| 1937 | Robert Parker                  | Ringdans, eller Kärlek i tungvikt James Gleason och Richard Taber |                 | Odeonteatern, Stockholm |
| 1937 | Henning Fries, fabrikör        | Här kommer jag Axel Frische och Fleming Lynge                     | Ragnar Klange   | Folkets hus teater      |
| 1939 | Markis de Ploeue               | Nederlaget Nordahl Grieg                                          | Svend Gade      | Dramaten                |